# Monk's
Le Monk's sono caramelle balsamiche caratterizzate dal logo con l'immagine del monaco e il testo “la balsamica del monaco”.

## Origini
(Pay off)

Il simbolo del monaco che accompagna il logo Monk's.

Le origini di queste caramelle sono da ricercarsi, secondo la ditta produttrice Akellas, nel 1817 in Inghilterra, dove un monaco, William di Doncaster, preparava decotti ed infusi di erbe contro i malanni di stagione. Miscelando mentolo ed eucalipto, ideò una caramella che univa ai benefici del balsamico il piacere di una duratura freschezza.
Ancora oggi la caramella sarebbe preparata secondo i dettami del leggendario frate William da cui deriva appunto il nome (Monk's, letteralmente del monaco).

## Eventi
Akellas ha organizzato l'evento Winter Tour 2012 in concomitanza con alcune gare di snowboard:
- 29 gennaio 2012, Cervinia
- 5 febbraio 2012, Pila
- 26 febbraio 2012, Valtournanche
- 4 marzo 2012, Pila

In questa occasione sono state scattate delle foto al pubblico, che in seguito sono state pubblicate sul sito web dell'azienda, ed è stato girato un video promozionale in cui il monaco fa freestyle con una tavola da snowboard.
Nell'anno 2013 Akellas ha organizzato il concorso Jump Contest presso lo snowpark Areaeffe di Pila, nei giorni 9 e 10 marzo. In questa occasione sono stati ripresi i salti dei partecipanti e successivamente sono stati messi online e votati dal pubblico, con la possibilità di vincere 15 tavole da snowboard brandizzate Monk's e 30 forniture di caramelle Monk's per un anno.

## Prodotti
Ad oggi sono disponibili queste linee di prodotto:
- Monk's Classica: caramella balsamica dura al mentolo ed eucaliptolo, nel formato Classico, Mini e stick[5] e mini[6].
- Defend+: linea di "caramelle dure funzionali" con rimedi naturali ai gusti propoli e pino[7].
- Mini Menta e Liquirizia: caramelle dure in formato mini al gusto menta e liquirizia[8].
- Mini Iceberg: caramelle dure in formato mini al gusto menta ghiaccio[9].
- Light: caramelle dure senza zucchero in formato rotondo[10] e mini[11].
- Dual Action: caramelle balsamiche senza zucchero, ripiene e con Vitamina C[12].
- Extreme: caramelle dure con ripieno balsamico, senza zucchero ai gusti limone[13], liquirizia[14] e menta[15].
- Mini Farfallina: caramelle dure di piccolo formato alla frutta[16].
- Extraforte: caramelle balsamiche dure in formato stick[17].
- Miele: caramelle balsamiche dure ripiene al miele[18].
- Natural Light: caramelle dure senza zucchero con ingredienti naturali in gusti vari[19].
- Gelée: caramelle morbide di gelatina nei gusti balsamico e menta liquirizia[20].